# Die Herrin von Atlantis (1961)
Die Herrin von Atlantis (Originaltitel: Antinea, l’amante della città sepolta) ist ein italienisch-französischer Abenteuerfilm in Farbe. Begonnen hat ihn der Regisseur Frank Borzage und vollendet die Regisseure Giuseppe Masini und Edgar G. Ulmer. Das Drehbuch wurde von Remigio Del Grosso, Ugo Liberatore und André Tabet verfasst. Es beruht auf dem preisgekrönten Roman L’Atlantide von Pierre Benoit. Die Titelrolle ist mit der israelischen Schauspielerin Haya Harareet besetzt. In weiteren Hauptrollen sieht man Jean-Louis Trintignant, Rad Fulton, Amedeo Nazzari und Georges Rivière. Das Werk erlebte seine Uraufführung am 5. Mai 1961 in Italien. In der Bundesrepublik Deutschland kam der Film erstmals am 4. August 1961 ins Kino.

## Handlung
Die zwei jungen französischen Geologen Robert und Pierre befinden sich mit dem Piloten John in einem Hubschrauber auf dem Weg nach Kairo. Beim Flug über die Sahara sehen sie unter sich eine Karawane, die sich auf das verbotene Terrain des französischen Atomversuchsgeländes zubewegt. Beim Versuch, die Araber zu warnen, geraten sie in einen Sandsturm, der den Hubschrauber zu Boden reißt. Nachdem die Geologen in den Felsen ein reiches Uranvorkommen entdeckt haben und von den Arabern die Schürfrechte erwerben wollen, werden sie brüsk abgewiesen und alleine zurückgelassen, obwohl sie erst kurze Zeit vorher dem Oberhaupt der Karawane das Leben gerettet hatten. 
Tags darauf werden Robert, Pierre und John von Nomaden überfallen und als Gefangene auf geheimnisvollen Wegen vor den Thron eines Scheichs geschleppt, in dem sie den Anführer der gestrigen Karawane wiedererkennen. Der Scheich eröffnet ihnen, dass sie sich im Reich Atlantis befänden und wegen Atomspionage festgehalten würden. Anschließend werden die Europäer in eine riesige unterirdische Halle geführt, in der sich ein prunkvoller Tempel befindet. Während John und Pierre in den Kerker geworfen werden, wird Robert von dem Araber Tarath in den Tempel vor den Thron einer wunderschönen Frau geführt. Es ist Antinea, die Herrin von Atlantis, die sogleich Roberts Herz für sich entflammen lässt. Aber auch sie ist von dem Fremden ganz angetan.
Beim Versuch, aus der Kerkerhaft zu fliehen, werden John und Pierre von den Wächtern überwältigt. Der Pilot wird in einer Folterkammer zu Tode gequält und anschließend unter mystischen Riten in eine Marmorstatue verwandelt. Pierre muss in das Verlies zurück. Nachdem Robert bemerkt hat, welches Schicksal John widerfahren ist, klagt er Antinea des Mordes an. Darüber gerät diese so in Zorn, dass sie Robert als Sklave ins Uranbergwerk verbannt. Dort zetteln die geschundenen Kreaturen einen Aufstand an, der jedoch von den Wachen blutig niedergeschlagen wird. Robert wird von Antineas Leibgarde erneut vor den Thron der Herrscherin geschleppt, die den Geologen anfleht, sie zu lieben. Der aber weist ihr Ansinnen zurück. Aus Rache versetzt Antinea Pierre in Hypnose und zwingt ihn, seinen Freund zu töten.
Weil es Antinea nicht gelungen ist, Roberts Liebe zu erringen, beschließt sie, ihr Reich durch eine große Atomexplosion untergehen zu lassen. Pierre schafft es gerade noch rechtzeitig, zusammen mit Antineas Hofdame Zinah, in die er sich inzwischen verliebt hat, aus Atlantis zu fliehen. Kurz darauf sehen die zwei in ihrer Nähe einen riesigen Atompilz aufsteigen und wundern sich darüber, dass sie noch leben.

## Kritik
Das Lexikon des internationalen Films bezeichnet den Streifen lapidar als einen „teils blutigen, teils halbnackten Unsinn“.